# Steven Myers
Steven Myers (né le 8 décembre 1972) est un homme politique canadien, il est élu à l'Assemblée législative de l'Île-du-Prince-Édouard lors de l'élection provinciale de 2011. Il représente la circonscription de Georgetown-St. Peters en tant qu'un membre du Parti progressiste-conservateur de l'Île-du-Prince-Édouard.